# قاب‌بندی چوبی

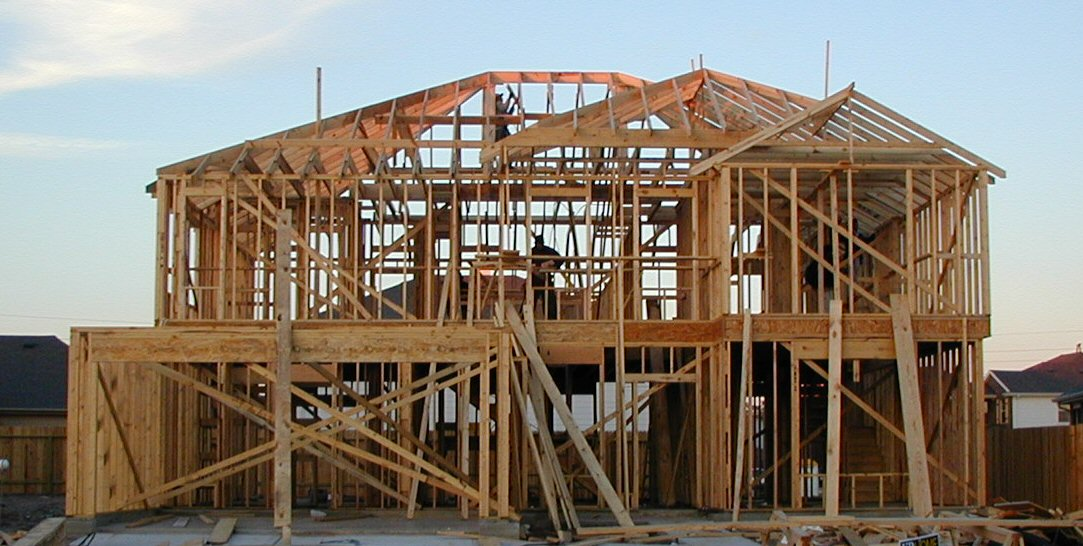
خانه‌ای با قاب‌بندی چوبی

قاب‌بندی چوبی، نوعی قاب‌بندی سبک است که در آن از چوب به عنوان سازه ساختمان و قاب‌بندی دیوار خشک استفاده می‌شود.
به اتصال قطعات برای ساخت ساز، قاب‌بندی در ساخت و ساز می‌گویند. معمولاً از چوب مهندسی شده برای قاب‌بندی سازه‌های چوبی و از فولاد سرد نورد شده گالوانیزه برای سازه‌هایی با قاب‌بندی فولادی سبک یا سازه‌های بتنی و فولادی استفاده می‌شود.